# Russische Marsch-Fantasie
Die Russische Marsch-Fantasie ist eine Komposition von Johann Strauss Sohn (op. 353). Das Werk wurde am 12. September 1872 im Etablissement Schwenders Neue Welt in Hietzing (Wien) erstmals aufgeführt. 